# 原田武夫国際戦略情報研究所
株式会社原田武夫国際戦略情報研究所（はらだたけおこくさいせんりゃくじょうほうけんきゅうじょ、英語名称：Institute for International Strategy and Information Analysis, Inc.、略称：IISIA）は、東京都千代田区に本社を置く、独立系シンクタンクである。

## ミッション

### 英語
”Giving the People Hope and Future."

### 日本語
「私たちは日本と世界の全ての人々に希望と未来がもたらされることを目標に活動します。あらゆる違いを越えた場づくり、輝くイノベーションをもたらす人材の育成と助言、そして情報リテラシーの研究開発と普及を行います」

## 沿革
- 2005年4月　任意団体として「原田武夫国際戦略情報研究所」（所在地：東京・国分寺市）が設立される
- 2007年4月　株式会社として設立登記される（所在地：東京・国立市）
- 2011年9月　関連団体として一般社団法日本グローバル化研究機構（Research Institute for Japan's Globalization, 略称：RIJAG）が設立登記される
- 2014年4月　本社所在地を移転（所在地：東京・港区）
- 2016年9月　本社所在地を移転（所在地：東京・千代田区）
- 2025年4月　2代表制への体制変更に伴い代表取締役会長CEOに原田武夫、代表取締役社長COOに長野修が就任

## 事業内容
国内外情勢に関する調査研究及び教育活動、並びに経営コンサルティング業を営んでいる。2009年からは企業研修事業を本格展開し始め、全国各地でグローバル人材の育成に従事している。2014年にはイーラーニング事業にも進出した。

## 経営陣
創業者以来代表取締役（最高経営責任者）を務めていた原田武夫は2005年まで外務省第1種公務員（キャリア外交官）を務めた人物である。グローバルな活動を行っていることでも知られており、2014年にはサンクトペテルブルク国際経済フォーラムにパネリストとして招かれた。2015年からは政府間会合であるG20を支えるグローバル・ビジネス・リーダーたちによる会議体であるB20のメンバーを務めている。2025年4月より代表取締役会長（最高経営責任者）CEOに就任。
2025年4月より代表取締役社長（最高執行責任者）COOに就任した長野修は、大学で経営学を学んだ後、国内有名アパレル会社に入社。その後、モルガンスタンレーやクレディスイスなどをクライアントに持つ外資系日本支社に営業責任者として転職。同社の取締役など様々なビジネス経験を経て2013年原田武夫国際戦略情報研究所に入所。入所後は、法人向けグローバル人財研修担当、会員制サーヴィスを含むリテール担当部長、コールセンター立ち上げ、CSO（チーフセキュリティオフィサー）兼特命事項担当執行役員、経営企画執行役員を経験し、2025年4月1日より代表取締役社長COO（チーフオペレーションオフィサー）に就任。